# 基諾克斯 (肯塔基州)
基諾克斯（英語：Keenox）是位於美國肯塔基州貝爾縣的一個非建制地區。

## 地理
基諾克斯所處的海拔為高於海平面313米（即1027英呎），而該地所採用的時區為UTC-5，即北美東部時區（EST）。同時該地設有夏令時間，為UTC-5調快一小時，即UTC-4（EDT）。